# Cyclocardia barbarensis
Cyclocardia barbarensis är en musselart som först beskrevs av Robert Edwards Carter Stearns 1891.  Cyclocardia barbarensis ingår i släktet Cyclocardia och familjen Carditidae. Inga underarter finns listade i Catalogue of Life.